# Самойленко, Карина Фёдоровна
Карина Фёдоровна Самойленко (род. 16 марта 2003, Староджерелиевская, Красноармейский район, Краснодарский край) — российская футболистка, нападающая клуба «Краснодар».

## Биография
Начинала заниматься футболом в ДЮСШ «Олимпиец» (станица Старонижестеблиевская Красноармейского района), первый тренер — Юрий Барилов. Неоднократно становилась лучшим бомбардиром и лучшим игроком первенства Краснодарского края среди девочек. В 2016 году стала бронзовым призёром первенства России среди 15-летних в составе сборной Краснодарского края.
Во второй половине 2010-х годов перешла в «Кубаночку». Дебютный матч за главную команду клуба в высшей лиге России сыграла 2 мая 2019 года против клуба «Рязань-ВДВ», заменив на 90-й минуте Наталью Соколову. В сезоне 2019 года сыграла 3 неполных матча, а её команда завоевала бронзовые награды чемпионата. С 2020 года продолжила играть за команду, преобразованную в ЖФК «Краснодар». Стала лучшим бомбардиром Молодёжного первенства 2022, забив 19 голов.
Выступала за юниорскую сборную России (до 17 лет), но не была регулярным игроком команды, сыграв два матча в июле 2018 года и два матча в феврале 2020 года, позднее — за молодёжную сборную.